# Gamblers
Gamblers var ett dansband från Sverige, som startades 1997. År 2003 vann de svenska dansbandsmästerskapen. I juli 2011 meddelades att bandet lades ner, med sista spelningen i Ljungsbro den 28 augusti.

## Medlemmar
- Anders Wigelius (född 1987) – sång, gitarr
- Conrad Bohman (född 1972) – keyboard, sång (Christian Engdal född 1974 - provspel innan Dansbandskampen)
- Per Adamsson (född 1969) – trummor, sång
- Mikael Dahlqvist (född 1975) – gitarr

## Diskografi

### Singlar
- Då världen var vi (2004)
- En ny värld (2006)

### Testades på Svensktoppen
- Du är allt för mig (2003), Text & musik av Thomas Nyström. Du är allt för mej låg 1:a på Kalaslistan i Sveriges Radio P4 och nominerades även till Årets låt.